# Ong mật
Ong mật hay chi ong mật (danh pháp khoa học: Apis) họ Ong mật (Apidae) trong bộ Cánh màng   (Hymenoptera) bao gồm những loài ong có đời sống xã hội và bản năng sản xuất mật ong. Con ong cho mật thuộc giống Apis (Apis mellifera, Apis cerana Fabr, Apis ligustica, Apis sinensis,...) hoặc các giống Maligona, Trigona,... đều thuộc họ ong (Apidae). Ong mật còn gọi là ong khoái, to con hơn, đốt đau, tổ thường ở các hốc cây, hốc đá, có thể bắt về nuôi được để lấy mật.

## Đặc điểm
Trong một đàn có ong chúa, ong đực và ong thợ. Ong chúa có thân dài 20 – 25 mm. Cánh ngắn, kim châm ngắn. Ong đực: thân dài 15 – 17 mm. Không có ngòi châm, cánh lớn. Ong đực chỉ có một tác dụng là giao phối với chúa tơ. Ong thợ: là những con ong cái mà bộ phận sinh dục bị thoái hoá, không có khả năng thụ tinh. Ong thợ thực hiện tất cả công việc của đàn ong: bảo vệ tổ, sản sinh sữa chúa để nuôi ấu trùng, hút mật hoa luyện thành mật ong.
Trong xã hội ong mật, một ít ấu trùng được chọn làm ong chúa và đa số còn lại làm ong thợ. Đối với ong mật, các enzym trong ruột của ong mật có khả năng hóa giải chất độc của loại thuốc trừ sâu thường được sử dụng để diệt ve trong tổ ong mật. Ong mật có lông trên mắt để chúng thu nhặt phấn hoa. Ong có 5 mắt - 3 mắt nhỏ trên đỉnh đầu và 2 mắt to ở phía trước. Một con ong cần phải tìm 4.000 bông hoa để tạo nên đủ một thìa mật ong
Về thiên địch, ngoài mối đe dọa từ vi rút (là nguyên nhân chính dẫn tới sự suy giảm của loài ong mật) và nấm độc, ong mật Bắc Mỹ còn gặp bị ruồi ký sinh biến thành xác chết biết bay đó là ruồi cái Apocephalus borealis tiêm trứng vào bụng nạn nhân. Ấu trùng ruồi sau khi ăn sạch phần cơ quan ở vùng ngực của ong sẽ đục khoét cơ thể sinh vật này và chui ra ngoài.